# فوجتش آدم
فوجتش آدم (بالتشيكية: Vojtěch Adam)‏ هو طبيب وسياسي تشيكي، ولد في 12 سبتمبر 1950 في التشيك. حزبياً، نشط في الحزب الشيوعي التشيكوسلوفاكي (1976 – 1992).

## مناصب
- انتخب South Moravian Region Assembly member ‏.
- في 2006 Czech parliamentary election [الإنجليزية]‏، انتخب عضو مجلس النواب جمهورية التشيك عن دائرة إقليم جنوب مورافيا وقد انضم خلال فترته النيابية ‏ (25 أكتوبر 2008 – 3 يونيو 2010)  للكتلة البرلمانية الحزب الشيوعي في بوهيميا ومورافيا.
- في 2010 Czech parliamentary election [الإنجليزية]‏، انتخب عضو مجلس النواب جمهورية التشيك عن دائرة إقليم جنوب مورافيا وقد انضم خلال فترته النيابية ‏ (29 مايو 2010 – 28 أغسطس 2013)  للكتلة البرلمانية الحزب الشيوعي في بوهيميا ومورافيا.
- في 2013 Czech parliamentary election [الإنجليزية]‏، انتخب عضو مجلس النواب جمهورية التشيك عن دائرة إقليم جنوب مورافيا وقد انضم خلال فترته النيابية ‏ (26 أكتوبر 2013 – 26 أكتوبر 2017)  للكتلة البرلمانية الحزب الشيوعي في بوهيميا ومورافيا.